# Agrias larseni
Agrias larseni är en fjärilsart som beskrevs av Anton Heinrich Fassl 1911. Agrias larseni ingår i släktet Agrias och familjen praktfjärilar. Inga underarter finns listade i Catalogue of Life.